# ベントレー・ベンテイガ
ベントレー・ベンテイガ（Bentley Bentayga）は、イギリスの自動車メーカーであるベントレーが展開しているSUVである。

## コンセプトカー (ベントレー・EXP 9 F)

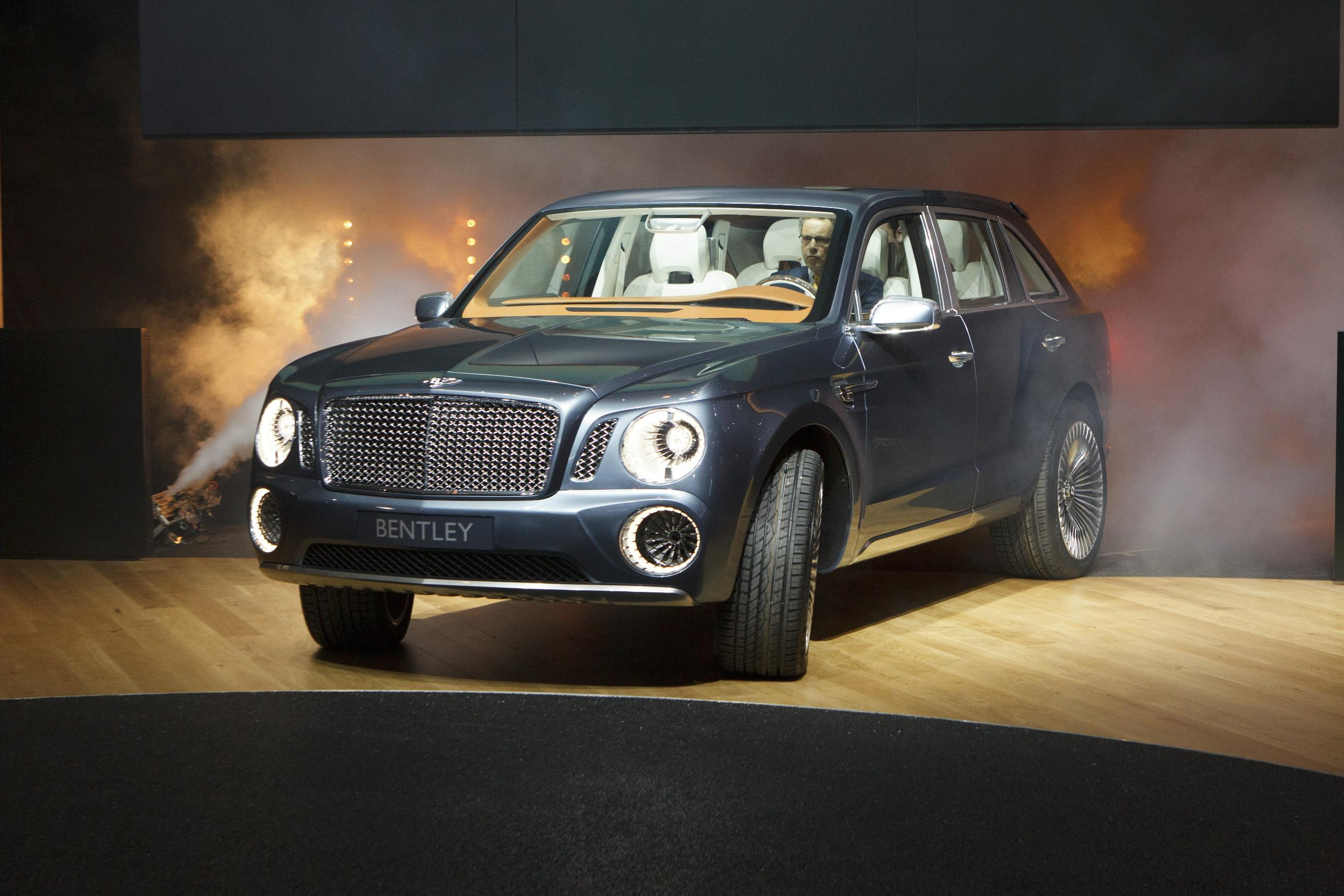
ベントレー・EXP 9 F

2012年、ジュネーブ国際モーターショーにてベントレー・EXP 9 Fとして発表された。

## 初代 (2016年-)
2015年9月9日、ベントレーはベンテイガを発表した。エンジンは6.0L W12ツインターボエンジンが搭載され、最高出力は608ps、最大トルクは91.8kgm。基本コンポーネントとして、フォルクスワーゲングループの共通アーキテクチャー「MLB Evoプラットフォーム」を採用している。同プラットフォームは、グループのフォルクスワーゲン・トゥアレグ、ポルシェ・カイエン、ランボルギーニ・ウルス、アウディ・Q5〜Q8、アウディ・A4〜A8で使われている。四駆であるが、後輪にトルクを分配し、FRのような操縦性を有している。
2018年1月12日、V8エンジンを搭載した「ベンテイガV8」を発表。
2018年3月5日。ハイブリッドパワートレインと外部からの充電機構を搭載した「ベンテイガ ハイブリッド」を発表。
2019年2月27日、最高出力635psのエンジンを搭載した「ベンテイガ スピード」を発表。

### 日本市場での発売
2016年6月9日、ベントレー モーターズ ジャパンはベンテイガを発表。
2017年5月1日、限定車「ベンテイガ オニキス エディション」を発表。30台限定。
2019年5月10日、最高出力635psのエンジンを搭載した「ベンテイガ スピード」を発表。
2022年10月20日、 3.0L V6ハイブリッドを搭載するSとアズールが発表。